# 南鄉站
南鄉站（日语：／ Nangō eki */?）是位於宮崎縣日南市南鄉町，屬九州旅客鐵道（JR九州）的日南線車站。本站停靠所有級別的列車，觀光特急列車「海幸山幸」的南端終點站，也是其中一個普通車區間總站，但只限由宫崎方向開出的班次。

## 車站構造

### 站房
建有一座以水泥建成的單層站房一座，在南鄉町在編入成為日南市的一部分前，因一直長期為西武獅的受訓地點。在2020年2月為了地域活性化政策，當地高校生進行商業搭配，把車站大樓塗上白色和海軍藍色，又塗上了西式獅的標誌，加上「獅南鄉站」的愛稱。
車站出入口設於中央，進站後即為候車大堂，地板繪畫成為棒球場的本壘位置，並在旁邊放置了一張候車木椅，驗票口的頂部則設置了一塊仿計分板，並且簡介了車站翻新的事宜。左側為售票窗口，同時也用作町觀光協會的辦公室；右側為洗手間，前方為男洗手間，並在門口旁邊加設了三張編號為101、102及103、與西武獅主場所採用的桐同座椅；女洗手間則位於後方，要由驗票口一邊前往。
在改塗為西武配色前，本站因應觀光特急「海幸山幸號列車」的開辦，在2009年10月時也進行過一次車站翻新。

### 月台
只設有側式月台1座，月台遠離站房，並需以跨越路軌的平交道所連接，因此在平交道兩端均裝設了遮斷機，防止旅客在列車靠站時會由站房或月台上衝出來。
然而，靠近站房一端卻設有一條通過側線（但沒有月台），因此原則上列車是可以在此交會，但其中一方卻不可以在本站停靠。不過在現時的時間表和編制下，根本不會有任何列車交會的情況出現。
列車靠站時，往宫崎方向為左側上落；往志布志方向為右側上落。
| 路線    | 上下行 | 方向                   |
| ------- | ------ | ---------------------- |
| ■日南線 | 上行   | 油津、南宮崎、宮崎方向 |
| ■日南線 | 下行   | 志布志方向             |

另外，每天有兩班由宫崎開出的列車是以本站為終點站，再加上特定時間下的「海幸山幸號列車」，即全日最多可有三班列車在此停靠，其中兩列普通車到達後，均會留在月台上直至回程，不過當「海幸山幸號列車」列達後，因要讓出月台讓下一班的普通車使用，於是清客後列車須折返回油津站，直至該班普通列車由本站開出後，「海幸山幸號列車」才可以駛回本站上客。

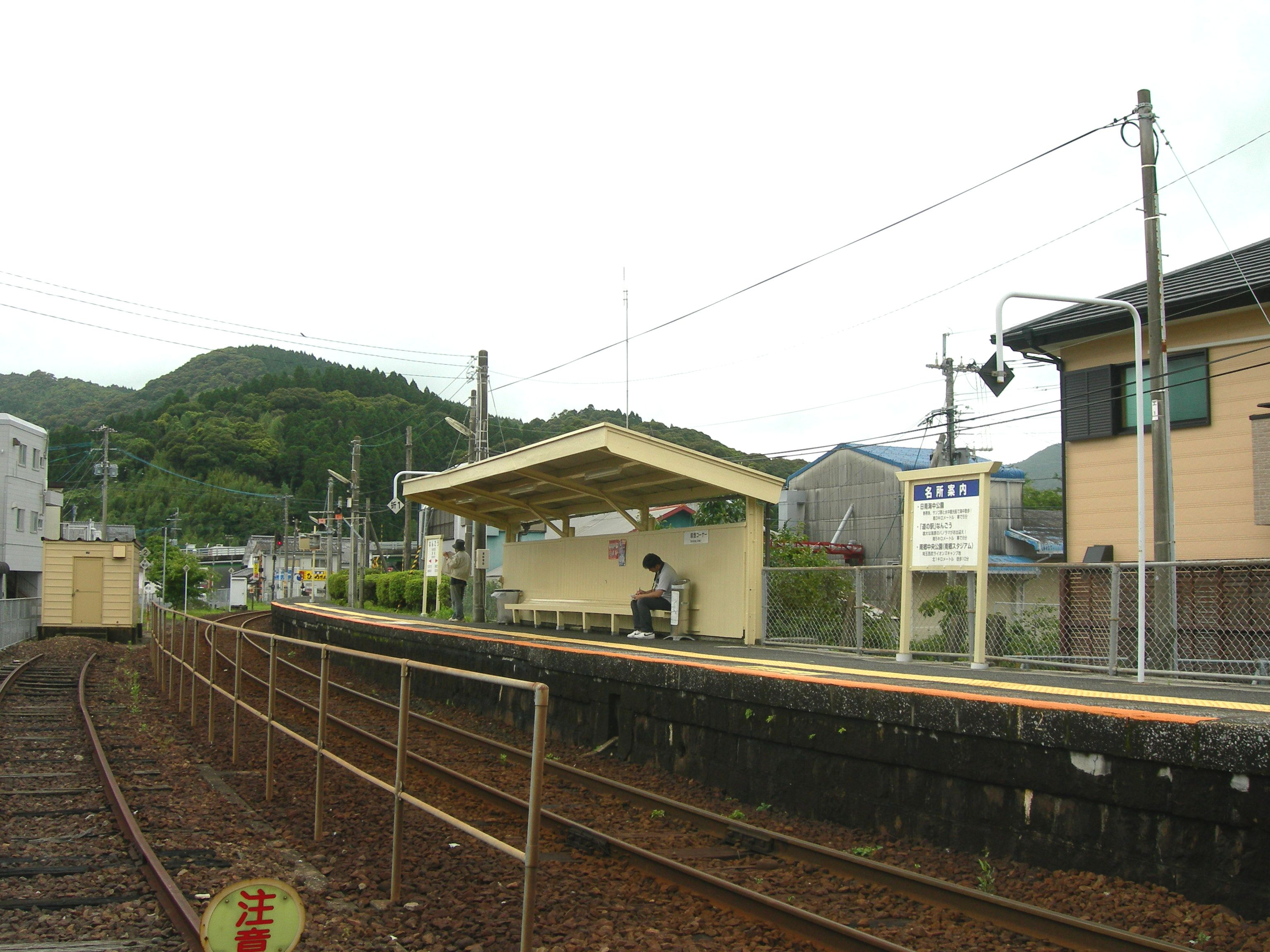
月台（2010年6月26日）
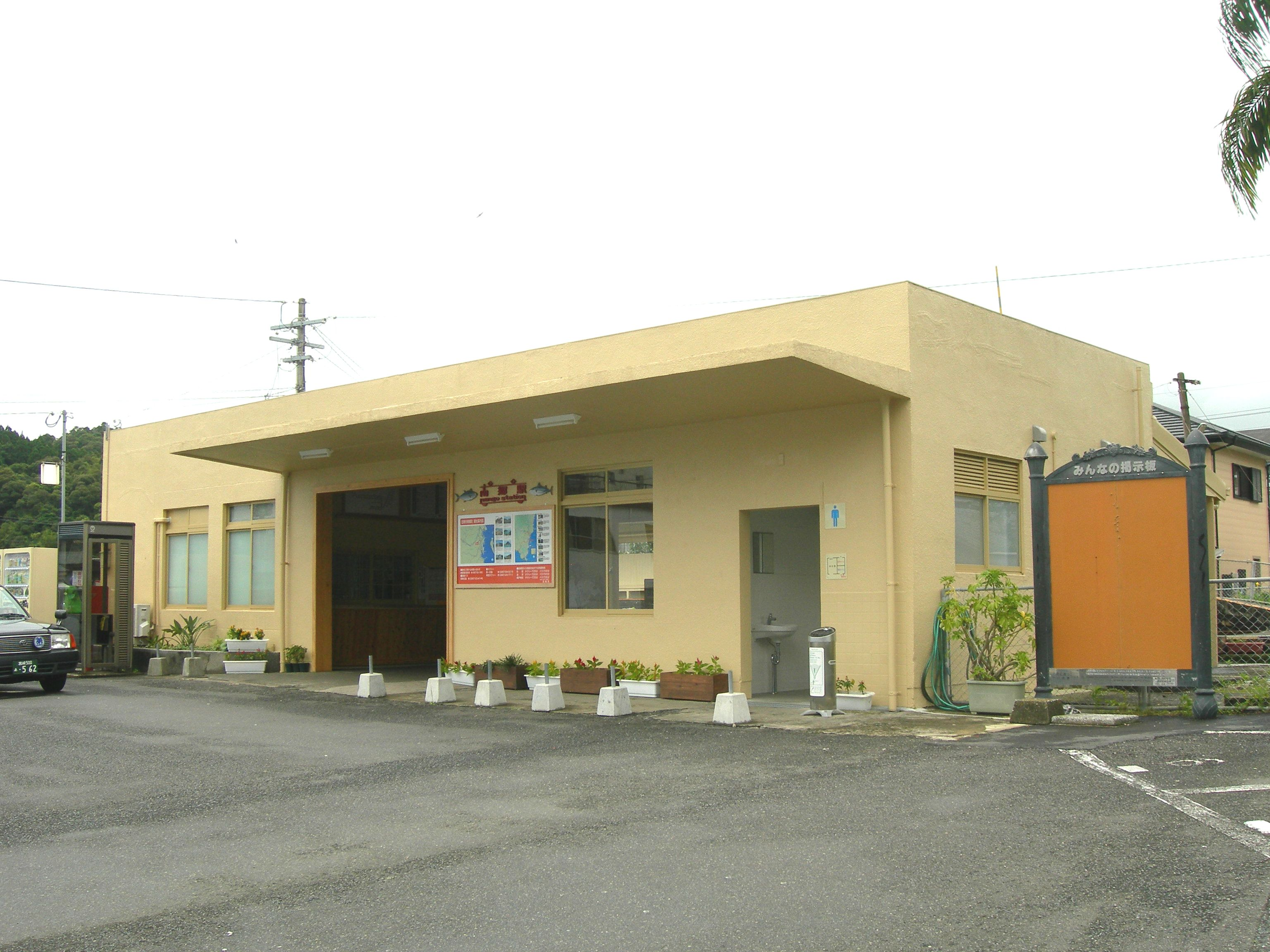
塗上西武獅顏色前的車站大樓
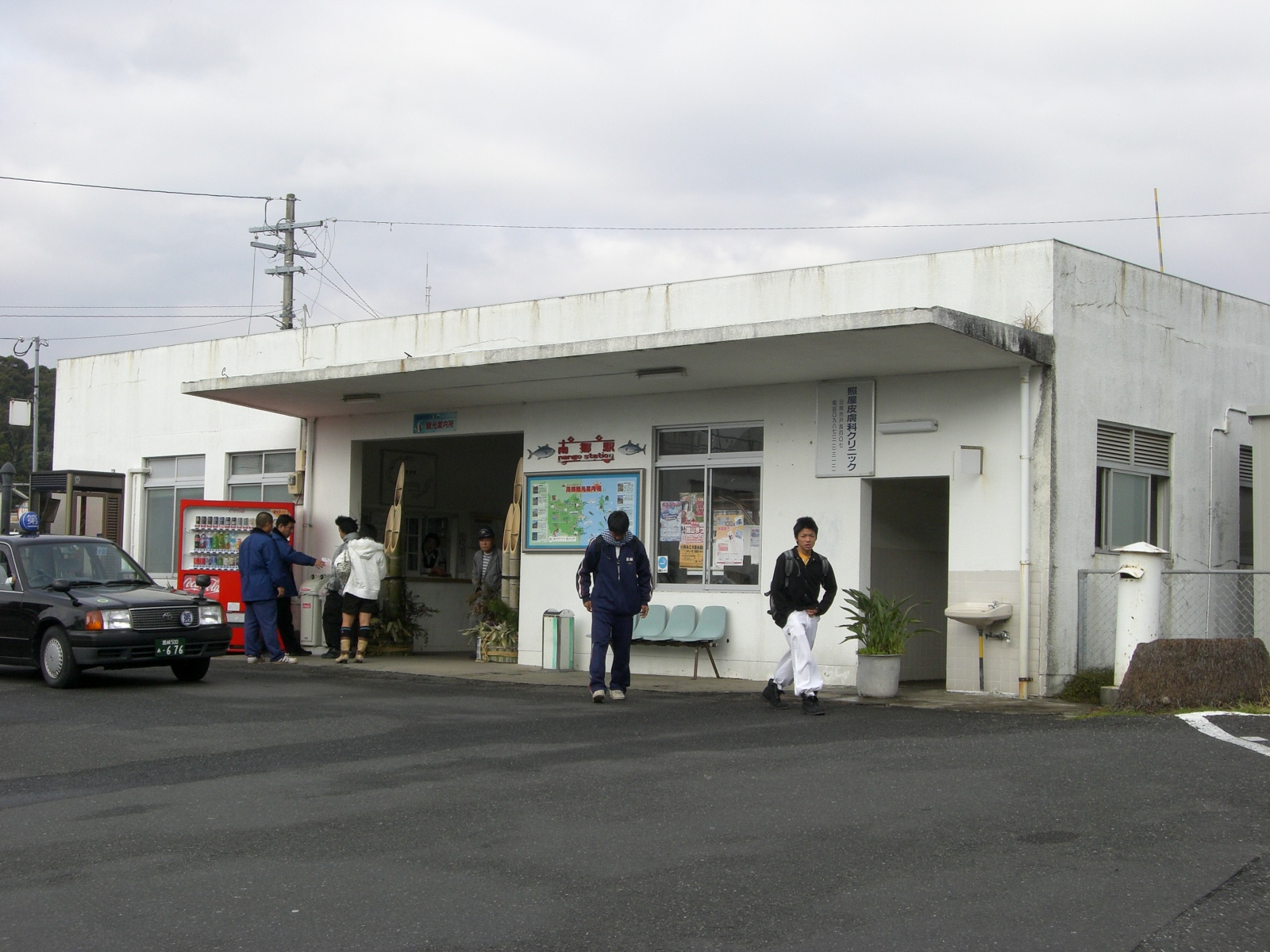
翻新前的車站大樓（2007年12月23日）

## 歷史
- 1936年3月1日：志布志線 榎原至大堂津之間開通，此站啟用[1]。
- 1952年4月12日：現時站房翻新完成[3]
- 1963年5月8日：日南線 南宮崎站至北鄉站之間開業，志布志線部分路段編入至日南線。
- 1971年2月1日：結束貨物業務。
- 1987年4月1日：隨國鐵分割民營化，車站由九州旅客鐵道（JR九州）營運[1][4][5]。
- 1991年5月：降為無人車站[6]。
- 1992年：

- 2月1日：南鄉町觀光協會遷入站房。
- 4月：改為簡易委託車站。

- 2020年2月2日：車站大樓外裝塗上白色和海軍藍色，並加設愛稱「獅南鄉站」[2][7]。
- 2022年4月1日：隨九州旅客鐵道宮崎支社（日语：九州旅客鉄道宮崎支社）成立，從鹿兒島支社轉移[8]。
- 2024年：

- 10月22日：受豪雨影響，志布志～南鄉間的服務暫停，改由代行巴士行走。
- 12月2日：路線重開。

## 使用狀況
JR九州自2016年度起只公佈首300位車的使用人數，本站因未能打入首300位而沒有實際的使用人數量，但因日均使用量仍超過100人，所以亦可列入排行榜後方的附錄表內。
以下為近年的乘車人次列表。
| 年度 | 1日平均 乘車人次 | 出處       |
| ---- | ---------------- | ---------- |
| 1996 | 543              |            |
| 1997 | 474              |            |
| 1998 | 483              |            |
| 1999 | 461              |            |
| 2000 | 437              |            |
| 2001 | 427              |            |
| 2002 | 389              |            |
| 2003 | 378              |            |
| 2004 | 387              |            |
| 2005 | 322              |            |
| 2006 | 314              |            |
| 2007 | 283              |            |
| 2008 | 265              |            |
| 2009 | 209              |            |
| 2010 | 179              |            |
| 2011 | 159              |            |
| 2012 | 160              |            |
| 2013 | 168              |            |
| 2014 | 158              |            |
| 2015 | 167              |            |
| 2016 | >100             | [ 統計 2 ] |
| 2017 | >100             | [ 統計 3 ] |
| 2018 | >100             | [ 統計 4 ] |
| 2019 | >100             | [ 統計 5 ] |
| 2020 | >100             | [ 統計 6 ] |
| 2021 | >100             | [ 統計 7 ] |
| 2022 | >100             | [ 統計 8 ] |
| 2023 | >100             | [ 統計 9 ] |

## 車站周邊
埼玉西武獅受訓場地為南鄉町中央公園棒球場，與車站相距1.1公里，步行時間約為15分鐘。

## 相鄰車站
九州旅客鐵道（JR九州）
■日南線
■觀光特急「海幸山幸」
油津－南鄉
■快速「日南Marine號」、■普通
大堂津－南鄉－谷之口

### 統計資料
1. ↑  宮崎縣統計年鑑
2. ↑   (PDF). 九州旅客鉄道.   [2020-08-31]. （原始内容 (PDF)存档于2017-08-01） （日语）.
3. ↑   (PDF). 九州旅客鉄道.   [2020-08-25]. （原始内容 (PDF)存档于2019-07-06） （日语）. （页面存档备份，存于）
4. ↑   (PDF). 九州旅客鉄道.   [2020-08-25]. （原始内容 (PDF)存档于2020-03-15） （日语）. （页面存档备份，存于）
5. ↑   (PDF). 九州旅客鉄道.   [2020-08-25]. （原始内容 (PDF)存档于2020-08-24） （日语）. （页面存档备份，存于）
6. ↑   (PDF). 九州旅客鉄道.   [2021-08-25]. （原始内容 (PDF)存档于2021-08-24） （日语）.
7. ↑   (PDF). 九州旅客鉄道.   [2022-08-26]. （原始内容 (PDF)存档于2022-08-26） （日语）.
8. ↑   (PDF).   [2023-10-24]. （原始内容存档 (PDF)于2023-09-06）.
9. ↑  
駅別乗車人員上位300駅（2023年度） （页面存档备份，存于），JR九州。

## 外部連結
- JR九州南鄉站